# Bierbaum am Auersbach
Bierbaum am Auersbach est une ancienne commune autrichienne du district de Südoststeiermark en Styrie qui a été rattachée au bourg de Sankt Peter am Ottersbach le 1er janvier 2015.